# Corollospora maritima
Corollospora maritima är en svampart som beskrevs av Werderm. 1922. Corollospora maritima ingår i släktet Corollospora och familjen Halosphaeriaceae.  Arten är reproducerande i Sverige. Inga underarter finns listade i Catalogue of Life.